# Holt (Rumänien)
Holt ist ein Dorf im Osten Rumäniens im Kreis Bacău. Es liegt auf einer Höhe von etwa 150 Metern über dem Meeresspiegel in der rumänischen Region Moldau. Haupteinnahmequellen des Dorfes sind die Land- und Forstwirtschaft.

## Quelle
- Webseite des Rathauses von Letea Veche